# GZ Velorum
Désignations
GZ Velorum (en abrégé GZ Vel) est une étoile géante lumineuse de la constellation des Voiles. Sa magnitude apparente moyenne est de 4,58.
GZ Velorum est une variable irrégulière à longue période dont la magnitude varie entre 3,43 et 3,81 dans la bande R (rouge).